# Crissy Rock
Christine Murray (Liverpool, 23 de setembre de 1958), coneguda professionalment com a Crissy Rock, és una actriu anglesa guardonada, comediant i autora de best sellers, famosa pel seu paper de Maggie Conlan a la pel·lícula de 1994 Ladybird, Ladybird, i com a Janey York a Benidorm que va interpretar des del 2007 fins al 2011, quan va deixar el programa, tot i que va tornar a l'episodi 6 de la temporada 5 per un cameo, i de nou a dos episodis de la temporada 7 en 2015.
Va aparèixer a I'm a Celebrity...Get Me Out of Here! 2011. El desembre de 2012 va aparèixer a Celebrity Come Dine With Me. Per la seva actuació a Ladybird, Ladybird va rebre l'Ós de Plata a la millor interpretació femenina al 44è Festival Internacional de Cinema de Berlín.

## Vida personal
Rock va néixer a Liverpool el 1958 filla d'Edward i Margaret (née Bryan) Murray. La seva autobiografia This Heart Within Me Burns, publicada el 2011 i èxit de vendes, narra els alts i baixos de la seva problemàtica vida, inclosos maltractaments infantils, relacions violentes, fallides econòmiques i sense llar. El llibre va aconseguir els deu primers llocs de la llista de best-sellers de Sunday Times durant set mesos i es va publicar en paper el 2012, després de vendre 35.000 exemplars. L'autobiografia va revifar la seva carrera i Rock va passar a aparèixer regularment al programa d'ITV This Morning.

## Carrera

### Escena
Rock va començar la seva carrera com a còmica a finals dels anys vuitanta. Va aparèixer a nivell nacional al programa de televisió de la BBC de Bob Monkhouse Bob Says Opportunity Knocks, on va rebre les millors notes per a qualsevol acte de comèdia de la sèrie. El 1991, després d'un període de mala salut, Crissy va tornar als escenaris, actuant al club i al circuit de cabaret.
Al 1993, la seva carrera havia començat a enlairar-se. Va actuar a clubs de Blackpool, Newcastle, Birmingham, Leeds, Sheffield, Gal·les del Sud i Londres. El 1994, Rock va destacar al Central Pier i a la famosa Blackpool Tower.
El 1998 va fer una gira pel Regne Unit Rock amb un drama anomenat Shellfish, en el qual va fer el principal paper femení de Pat. The Guardian va escriure: Pat és un retrat absolutament creïble d'una dona que va fer una última cosa per felicitat. A mitjans dels anys 2000, Rock va abandonar el Regne Unit i es va traslladar a Benidorm, on també va fer de comediant.
Després de l'èxit del programa Benidorm, va tornar al Regne Unit el 2008 i va continuar actuant a clubs de tot el país. La comèdia de Rock ha estat descrita com "indignant" i "emocional".
El 2011, Rock va llançar el seu DVD de debut: Crissy Rock – Live!, gravat al Royal Court Theatre de Liverpool. Des de desembre de 2011 fins a gener de 2012, Rock va fer el paper de fada padrina a la producció de pantomima de Nadal de Ventafocs de Billingham Forum.
Al desembre de 2013, Rock va aparèixer com la Reina Malvada en una producció de Blancaneus al Epstein Theatre de Liverpool.
El 15 de març de 2014, Rock va dirigir el repartiment de la nova comèdia Dirty Dusting al Bedworth Civic Hall. A l'abril de 2014, Rock va actuar al costat de Duggie Brown a Escorts the musical al Theatre Royal St Helens.

### Cinema i televisió
El debut de Rock al cinema va ser com a Maggie Conlan a la guardonada pel·lícula de Ken Loach de 1994 Ladybird Ladybird. Loach va recordar més tard: "No puc pensar en ningú més brillant amb qui he treballat que Crissy Rock". La seva actuació va guanyar nombrosos premis, incloent-hi la de "Millor actriu" al Festival de Berlín, "Millor actriu" als Premis de la Crítica de Cinema de Londres, i va rebre una nominació a "Millor nouvinguda" als Premis Evening Standard.
El 1995 Rock va aparèixer als programes primetime d'ITV Peak Practice, Celebrity Squares i Funny Girls. També va actuar al de Sky One Stand and Deliver. El 1996 va interpretar Annie Greave al tercer episodi del drama de detectius de la BBC Dalziel and Pascoe, va tenir un paper televisiu habitual com la veïna indiscreta Anita Cartledge a Springhill, i va protagonitzar amb Julie Walters i Robert Lindsay la peça còmica de la BBC Brazen Hussies.
El 1997 va actuar amb Billie Whitelaw a la sèrie de sis episodis de la BBC1 Born to Run. També va fer aparicions regulars al concurs de Channel 4 Pull The Other One. El 1999 Rock va actuar amb Pete Postlethwaite al drama criminal de la BBC Butterfly Collectors; Nancy Banks-Smith va dir d'ella a The Guardian: “Crissy Rock.. només cal posar-la en marxa i la veig anar”. Aquesta va ser la primera de les dues obres en què va aparèixer aquell any, l'altra va ser al Channel 4 com a Jean Walton a l'obra de Jimmy McGovern nominada al BAFTA Dockers, amb Ken Scott i Ricky Tomlinson. El mateix any, va ser aclamada pel seu debut com a presentadora al Millennium Night Show de la BBC amb Michael Parkinson i Gaby Roslin.
El 2000 va interpretar el paper regular del periodista sense nom a la sèrie de drama de BBC One Clocking Off. El 2001, Rock va interpretar Amber Costello durant un episodi de quatre setmanes a la telenovel·la de Channel 4 Brookside. El 2002 va treballar novament amb Ricky Tomlinson interpretant Madame Flo en la minisèrie de sis episodis de la BBC Nice Guy Eddie. També va protagonitzar un curtmetratge anomenat Hero, que va guanyar els festivals internacionals d'Hamburg i Dresden en tres categories, i també el Festival de Cinema de Londres per a obres curtes.
Després d'estar cinc anys sense actuar, Rock fou seleccionada, sense audició, a l'episodi de dues parts Closure de la sèrie Trial & Retribution de Lynda La Plante per ITV el 2007. L'any següent, Plante la va seleccionar en una altra de les seves produccions de televisió: The Commander.
El 2008 Rock va assumir el paper de la gran administradora hotelera Janey York a la sitcom d'ITV Benidorm. El 2012 Rock va filmar "The Air That I Breath", basat en la sèrie de televisió de la dècada del 1970 Hazell. Al llarg dels anys, ha aparegut en diversos llargmetratges, com Under the Skin, amb Samantha Morton, Act of Grace, en la que interpreta la mare de Leo Gregory, A Boy Called Dad, In Search Of The Miraculous, Death Of An Angel i Still Waters.

### I'm a Celebrity...Get Me Out of Here!
Rock va prendre part en la 11a temporada de I'm a Celebrity...Get Me Out of Here!. Va quedar la 6a i va sortir el dia 19. El 8 de desembre de 2011, dies després de tornar d'Austràlia, va aparèixer al programa de Gabby Logan al Channel 5 Live with Gabby on va reflexionar sobre els seus 19 dies a la selva, la seva pèrdua de pes i el seu DVD.

### Publicacions
Rock va publicar la seva autobiografia This Heart Within Me Burns el 2011. Escrita pel negre Ken Scott, el llibre va ser un best-seller a Gran Bretanya i Rock va anar a fer una gira de signar llibres per promocionar-lo. Les vendes de l'edició en paper van arribar a 35.000, que es van publicar posteriorment en butxaca. This Heart Within Me Burns va ser descrita com "una inspiradora obra de literatura".
Encoratjada per aquest èxit, Rock tornà a unir-se amb Ken Scott per escriure la primera d'una sèrie de novel·les centrada en la periodista de ficció Samantha Kerr. El primer llibre, Revenge Is Sweeter Than Flowing Honey fou publicada el febrer de 2014. Ken Scott ha escrit recentment: "Mireu més Sam Kerr en un futur no gaire llunyà", suggerint que hi ha més llibres al tinter.

## Filmografia selecta
| Any                   | Títol                                 | Paper                         |
| --------------------- | ------------------------------------- | ----------------------------- |
| 1994                  | Ladybird, Ladybird                    | Maggie Conlan                 |
| 1995, 2000            | Peak Practice                         | Marion Daley/ Marion Richards |
| 1996                  | Springhill                            | Anita Cartlege                |
| 1996                  | Dalziel and Pascoe                    | Annie Greave                  |
| 1996                  | Brazen Hussies                        | Sandra Delaney                |
| 1997                  | Born to Run                           | Edna                          |
| 1999                  | Butterfly Collectors                  | Maureen                       |
| 1999                  | Dockers                               | Jean Walton                   |
| 2001                  | Brookside                             | Amber Costello                |
| 2002                  | Nice Guy Eddie                        | Madame Flo                    |
| 2007                  | Trial & Retribution                   | Sylvia Ryan                   |
| 2007–2011, 2012, 2015 | Benidorm                              | Janey York                    |
| 2008                  | The Commander                         | Adele Davis                   |
| 2009                  | A Boy Called Dad                      | Dona Chip Shop                |
| 2011                  | I'm a Celebrity...Get Me Out of Here! | Ella mateixa                  |
| 2012                  | Celebrity "Come Dine With Me"         | Ella mateixa                  |
| 2013                  | The Chase                             | Ella mateixa                  |
| 2017                  | Cotton Wool                           | Gerry                         |